# Ешелон (військова справа)
Ешело́н (фр. échelon, букв. — «щабель») — частина оперативного шикування військ, призначена для виконання різних завдань на різноманітних напрямках або в різних сферах.
Оперативне шикування військ фронту або армії може складатися з одного або декількох ешелонів, які розташовуються один за одним та підтримують один одного. Наприклад, в теорії глибокої операції війська ударного групування передбачалося застосовувати в сім ешелонів: 1-й ешелон складала бомбардувальна авіація, 2-й ешелон — важкі танки, 3-й ешелон — з'єднання середніх та легких танків, 4-й ешелон — з'єднання моторизованої та мотоциклетної піхоти, 5-й ешелон — великокаліберна артилерія супроводу, 6-й ешелон — стрілецькі війська з танками підтримки. Особливим ешелоном був повітряний десант.
У тактиці ешелон — бойовий порядок військової частини або з'єднання.
У стратегії ешелоном називається частина збройних сил держави, що розгортається у воєнний період, безпосередньо з початком війни або протягом воєнних дій по мірі здійснення мобілізації.